# Sankt Pankraz, Sydtyrolen
Sankt Pankraz är en ort och kommun i provinsen Sydtyrolen i regionen Trentino-Sydtyrolen i Italien. Kommunen hade 1 544 invånare (2018).